# Jochū Tengin
Jochū Tengin (如仲天誾, aussi 恕仲天誾; 1363-1437) est un moine Zen Sōtō. Il reçoit sa transmission dharma de Baisan Monpon et l'école Sōtō le considère comme un patriarche.
À l'époque de Jochū, l'institution et l'organisation de la lignée Keizan du Zen Sōtō est achevée. Ses disciples, Kisan Shōsan et Shingan Dōkū, créent des lignées séparées du dharma qui sont honorées dans des temples différents au sein de l'école.